# Hans Wilhelm von Mülinen
Hans Wilhelm von Mülinen (* April 1388; † 1449) war ein Schweizer Adliger in Tirol.

## Leben

### Familie
Hans Wilhelm von Mülinen stammte aus dem Aargau und war der Sohn Egbrechts von Mülinen († um 1400) und dessen Ehefrau Amalia, Tochter von Johannes Truchsess von Diessenhofen; er wurde in den Tagen der Schlacht bei Näfels geboren. Er hatte noch fünf weitere Geschwister.
Nach dem Tod seines Vaters heiratete seine Mutter 1411 Graf Heinrich von Isenburg.
Er war mit Margaretha, Tochter von Konrad von Hertenberg verheiratet. Sie heiratete nach seinem Tod in zweiter Ehe Christoph Vogler von Hautzenheim. Ihre Tochter Magdalena Amalia von Mülinen († 1493) war mit dem Basler Bürgermeister Johannes von Bärenfels verheiratet. 

### Werdegang
Hans Wilhelm von Mülinen war ursprünglich für den geistlichen Stand bestimmt und erhielt hierzu von Herzog Friedrich IV. von Tirol eine Präbende im Chorherrenstift Beromünster. Nach dem Tod seines Vaters diente er allerdings bei seinem Onkel Hans Truchsess von Diessenhofen und kam durch diesen in die Dienste des Herzogs Friedrich IV.; seine Präbende trat er 1411 an seinen Bruder Friedrich ab.
1414 wurde er Pfleger der Burg Laudegg bei Ladis im Tiroler Oberland.
Er war unter anderem an den Appenzellerkriegen und an den Kämpfen bei der Fehde mit Heinrich VI. von Rottenburg beteiligt. Er unterstützte Friedrich IV. auch, als Kaiser Sigismund die Reichsacht und das Konzil von Konstanz den Kirchenbann über diesen verhängten, weil er dem Gegenpapst Johannes XXIII. bei dessen Flucht geholfen hatte, indem er ihn als seinen Knappen ausgab. In der Folge floh Friedrich IV. am 30. März 1416 aus Konstanz und verlor einen grossen Teil seiner Besitzungen und Güter; auf der Flucht nahm Hans Wilhelm von Mülinen den Herzog im Oberinntal auf. Obwohl die Reichsacht und der Kirchenbann später wieder aufgehoben wurden, erhielt Friedrich IV. seine Güter nicht zurück; hierzu kam noch ein langjähriger Streit mit seinem Bruder Ernst.
1421 erhielt er auch die Pflegschaft Selva bei Levico Terme in der Valsugana.
Hans Wilhelm von Mülinen trat als Rat des Herzogs auf und übte 1425 vorübergehend das Amt des Kämmerers von Friedrich IV. aus.

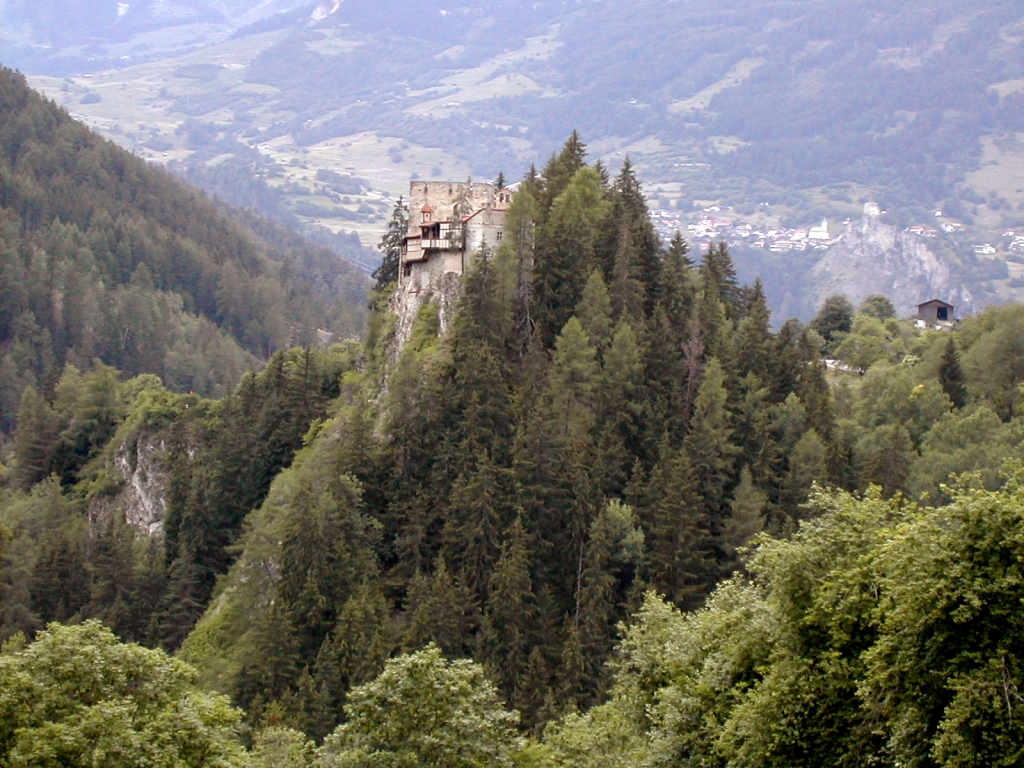
Burg Berneck auf einem Felssporn über dem Kaunertal nahe Kauns in Tirol

Am 26. April 1427 sicherten sich Friedrich IV. und Hans von Mülinen in einem Bruderbund, als Zeichen enger Verbundenheit, im Fall des Todes einander eintausend rheinische Gulden von den Erben zu.
1433 reiste er als Gesandter zu Verhandlungen mit dem Kaiser Sigismund zum Konzil von Basel und erhielt 1434 die Verwaltung im Inntal, bei Abwesenheit des Herzogs; damit übte er, wie nur wenige vorländische Adlige, Macht und Einfluss in Tirol aus. Im selben Jahr erhielt er vom Kaiser ein privilegium de non evocando, das seinen Untertanen verbot, den Kaiser als gerichtlich höhere Instanz anzurufen.
Am 30. September 1434 ernannte Kaiser Sigismund Hans Wilhelm von Mülinen und dessen Bruder Egbrecht (oder Egbert) († 1370) zu unmittelbaren Reichsfreiherrn und deren Güter auf dem nördlichen Ufer der Aare für unmittelbar und zur Reichsmatrikel steuerbar.
1435 erhielt er die verfallene Burg Berneck als Lehen, auf der sich Friedrich IV. während dessen Flucht verborgen hatte und die Hans Wilhelm von Mülinen bis 1437 zu einer Wohnburg umbaute. Am 24. August 1437 wurde die Burgkapelle, die auf Anordnung von Hans Wilhelm von Mülinen errichtet wurde, fertiggestellt. Hans Wilhelm von Mülinen war auch Besitzer der Brunnenburg bei Dorf Tirol.
Aus Dank für seine Treue liess Friedrich IV. eine Votivtafel erstellen, die Hans Wilhelm von Mülinen betend hinter Herzog Friedrich zeigte. Diese Tafel hing mehrere Jahrhunderte in der Wiltener Basilika des Prämonstratenserklosters von Wilten (heute Stift Wilten), kam dann nach Schloss Thernberg und von dort im Jahr 1809, um nicht in Feindeshand zu fallen, in die Hände des Erzherzogs Johann von Österreich. Heute befindet sich die Votivtafel wieder in der Basilika in Wilten.
Nach dem Tod seines Onkels Henmann von Mülinen († 1421) übernahm er die Vormundschaft von dessen Kindern.